# Kamenjak (polotok)
Polotok Kamenjak predstavlja najjužnejši del istrskega polotoka. Nahaja se v severozahodnem Hrvaškem Jadranu. Od leta 1966 je polotok Kamenjak pravno zaščiten kot objekt posebnega pomena. Z njim ureja javna ustanova Natura Histrica. Polotok meri v dolžino 9,5 km, v širino pa se razteza med 400 in 1600 metri. Obkrožen je s 30 kilometrov dolgo in zelo raznoliko obalo. Na območju se nahaja preko 550 različnih vrst rastlin, še posebej izstopajo orhideje med katerimi je pet edemičnih vrst.

## Vstopnina
Za motorna vozila je ob vstopu treba plačati vstopnino, vstop peš ali s kolesom pa je brezplačen.